# Harald Friedl

Harald Friedl 2019 Fotocredit: © Barbara Neuwirth

 Harald Friedl  (* 2. August 1958 in Steyr, Oberösterreich) ist ein österreichischer Filmemacher, Musiker und Schriftsteller.

## Leben und Werk
Nach dem Gymnasium in Steyr studierte Harald Friedl an der Universität Salzburg Germanistik und Anglistik. Nach dem Zivildienst bei der Lebenshilfe in Wals war er an der Paris-Lodron-Universität Salzburg sowie an der University of Hull, England, in Forschung und Lehre beschäftigt und ab 1987 wissenschaftlicher Mitarbeiter am Institut für Alltagskultur in Salzburg. 1991–93 war er Leiter des neu gegründeten Salzburger Literaturhauses.
Seit 1994 lebt Friedl als freiberuflicher Filmemacher, Schriftsteller und Musiker. Er ist Autor, Regisseur und Produzent von Dokumentarfilmen für Kino und Fernsehen, Autor einiger Bücher sowie zahlreicher Erzählungen, die in literarischen Anthologien und auf Radio Ö1 veröffentlicht werden. Er verfasste Libretti für das Spring String Quartett sowie für die erste deutschsprachige Jazzoper „Hochgeschätztes Tiefparterre“ von Gerald Schuller. Außerdem schreibt er Lieder und Texte für die Indie-Band BLAUmaROT. Als Co-Autor wirkte er an dem Buch „Der Bäcker und sein Brot. Wie beseeltes Arbeiten und nachhaltiges Wirtschaften gelingen“ von Volker Schmidt-Sköries mit (Droemer 2019).
Ausbeuterischen Arbeitsbedingungen und Scheinselbständigkeiten in der Pflege widmet sich Friedl vor dem Hintergrund von Würde und Arbeitsmigration in seinem Doku-Porträt 24 Stunden.
Ab 2001 war Friedl häufig Gastlektor an der German Summer School der University of New Mexico und anderen US-amerikanischen Universitäten; 2003 Max-Kade-Artist in Residence an der Case Western Reserve University in Cleveland, Ohio.
2011 wirkte er Gastlektor an der Hochschule für Musik und Darstellende Kunst in Wien. Zwischen 2012 und 2014 war er Gastprofessor an der California State University Long Beach.
Von 2000 bis 2010 war er Vorstandsmitglied des Literaturkreises Podium.
Von 2004 war er Vorstandsmitglied von „dok.at – Interessengemeinschaft österreichischer Dokumentarfilm“ und von 2015 bis 2021 dessen Obmann.
Harald Friedl lebt in Wien und Mitterretzbach/Niederösterreich.

## Auszeichnungen
- 1980: Literaturpreis der Stadt Steyr
- 1999: Literaturpreis des NÖ Kulturforums
- 2000: Hans Weigel-Literaturstipendium des Landes Niederösterreich
- 2007: Prix des Jeunes, Cinema de réel, Paris
- 2007: Grand Jury Prize, Seattle International Film Festival, USA
- 2007: Best International Documentary, Calgary International Film Festival, Kanada
- 2008: Nesnadny & Schwartz Competition Winner, Cleveland International Filmfestival
- 2020: Alois-Vogel-Literaturpreis

## Filme
- 24 Stunden. Dokumentarfilm, 100 Minuten, A 2024[3]
- BROT. Dokumentarfilm, 94 Minuten, A/D 2020
- What Happiness Is. Dokumentarfilm, 88 Minuten, A 2012
- Mein Leben als Apfelbaum. Filmporträt, 76 Minuten, A 2012
- So schaut’s aus. G’schichten vom Willi Resetarits. Filmporträt, 72 Minuten, A 2008
- Vom Orchesterleben. Das Tonkünstler Orchester Niederösterreich. TV-Dokumentation (3sat), 60 Minuten, A 2008
- Aus der Zeit. Eine filmische Zeitreise von Harald Friedl, 80 Minuten, A 2006
- Diesseits von Afrika. Entdeckung Lesachtal. TV-Dokumentation (ORF), 52 Minuten, A 2004.
- Thierry Zaboitzeff & Crew: Missa Furiosa/Am Anfang war der Klang. Konzertdokumentation, 44 Minuten, 2003
- Africa Representa. Essayistischer Dokumentarfilm, 76 Minuten, A 2003
- Land ohne Eigenschaften, 75 Minuten, A 2000[4]
- Ein Leben in diesem Jahrhundert – Wilhelm Kaufmann. TV-Dokumentation (ORF), 25 Minuten, A 1996
- mobile stabile. Essayistischer Dokumentarfilm, 40 Minuten, A 1992 (gemeinsam mit Othmar Schmiderer)
- Verbotene Jagden. Wilderer zwischen Not und Leidenschaft. TV-Dokumentation (ORF), 24 Minuten, A 1990(gemeinsam mit Othmar Schmiderer)

## Musik
- 2018 – Libretto zu „Hochgeschätztes Tiefparterre“, Jazzoper von Gerald Schuller
- 2011 – Libretto von „Engel sind wir selber. Eine weihnachtliche Entdeckungsreise durch das Universum“, Spring String Quartet, Komposition Michael Radanovics
- 1995–2000 und ab 2008 Sänger, Komponist und Texter von „BLAUmaROT“
- Seit 1980 Sänger und Gitarrist der Rockband Scheiblingseder

## CDs
- 2021 – BLAUmaROT „schee“
- 2008 – Friedl/Zaboitzeff „Rauch“
- 1999 – BLAUmaROT „Hoaß, koid“ im Vertrieb der Extraplatte